# بيتر كاتانيو
بيتر كاتانيو (بالإنجليزية: Peter Cattaneo)‏ هو كاتب سيناريو ومونتير ومخرج بريطاني، ولد في 30 نوفمبر 1964 في تويكنهام في المملكة المتحدة.

## وصلات خارجية
- بيتر كاتانيو على موقع IMDb (الإنجليزية)
- بيتر كاتانيو على موقع ألو سيني (الفرنسية)
- بيتر كاتانيو على موقع أول موفي (الإنجليزية)
- بيتر كاتانيو على موقع قاعدة بيانات الأفلام السويدية (السويدية)
- بيتر كاتانيو على موقع قاعدة بيانات الفيلم (الإنجليزية)
- بيتر كاتانيو على موقع كينوبويسك (الروسية)